# 앤서니 대니얼스
앤서니 대니얼스(Anthony Daniels, 1946년 2월 21일 ~ )는 잉글랜드의 배우이다. 영화 스타워즈 시리즈의 C-3PO 역으로 잘 알려져있으며, 시리즈 전작에 출연한 유일한 배우이다. 현재 카네기 멜런 대학교의 엔터테인먼트 테크놀로지 센터에서 부교수로 재직중이다.

## 출연 작품
- 스타워즈 에피소드 I - C-3PO 역 (목소리)
- 스타워즈 에피소드 II - C-3PO 역 (목소리)
- 스타워즈 에피소드 IIII - C-3PO 역 (목소리)
- 스타워즈 에피소드 IV - C-3PO 역 (목소리)
- 스타워즈 에피소드 V - C-3PO 역 (목소리)
- 스타워즈 에피소드 VI - C-3PO 역 (목소리)
- 스타워즈 에피소드 VII - C-3PO 역 (목소리)
- 스타워즈 에피소드 VIII - C-3PO 역 (목소리)
- 스타워즈 에피소드 IX - C-3PO 역 (목소리)

- 한 솔로: 스타워즈 스토리 - 타크 역
- 주먹왕 랄프 2: 인터넷 속으로 - C-3PO 역 (목소리)